# Robert Owen (Unternehmer)

Robert Owen nach einem Öl-Gemälde von William Henry Brooke 1834

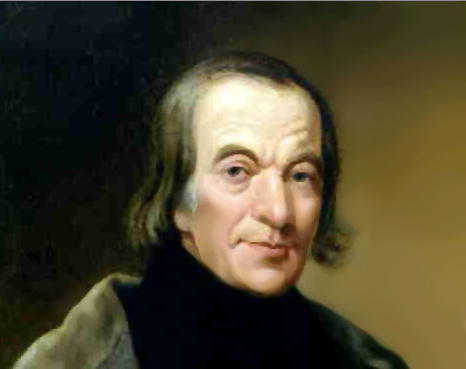
Robert Owen

Robert Owen (* 14. Mai 1771 in Newtown, Montgomeryshire, Wales; † 17. November 1858 ebenda) war ein britischer Unternehmer und Frühsozialist. Er gilt als der Begründer des Genossenschaftswesens.

## Leben
Owen wurde als jüngster Sohn von sieben Kindern eines Sattlers in der Handelsstadt Newtown geboren. Obwohl seine Familie relativ gut gestellt war, konnte Owen nur bis zum zehnten Lebensjahr eine Schule besuchen. Er arbeitete als Lehrling in einem Textiliengeschäft und siedelte sich später in Manchester an.
Während einer Geschäftsreise nach Schottland lernte er dort die Tochter des reichen Fabrikanten David Dale kennen. Dale war Besitzer einer Textilfabrik im Dorf New Lanark bei Glasgow. Nach der Heirat übersiedelte Owen 1799 nach New Lanark, wo er zusammen mit anderen Unternehmern Mitinhaber und Leiter der Fabrik wurde, die vordem seinem Schwiegervater gehört hatte. Bereits früh beschäftigte er sich mit den sozialen Bedingungen der Industriearbeit und führte 1799 in seiner Baumwollspinnerei ein Experiment für menschenwürdigere Arbeitsbedingungen durch. Er versuchte nachzuweisen, dass die Lohnsklaverei und Unterdrückung der Arbeiter keine Voraussetzung für eine effektive Produktion sei. Deshalb verkürzte er die Arbeitszeit auf 10,5 Stunden gegenüber den damals üblichen 13 bis 14 Stunden. Er richtete Kranken- und Altersrentenversicherungen ein, ließ erträgliche Behausungen bauen und räumte Mietvergünstigungen ein. Die Güter des täglichen Bedarfs wurden zu niedrigen, aber rentablen Preisen gehandelt. Er war gegen den Konsumismus, den er als System der Vermehrung künstlicher Bedürfnisse ansah. Der Handel von Alkohol wurde auf dem Fabrikgelände eingeschränkt. Owen tat viel für die Kinder, so forderte er in drei Parlamentsgesetzen das Verbot der Kinderarbeit oder deren Begrenzung auf sechs Stunden pro Tag für unter 12-Jährige und dass der Eintritt in jegliche Produktionsstätten nur mit schulischer Grundbildung (Lesen, Schreiben und Rechnen) erlaubt sein soll und die Mädchen mindestens nähen können.

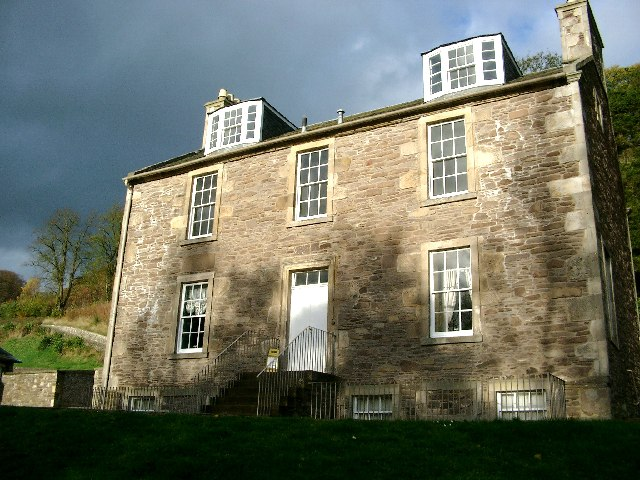
Robert Owen’s House in New Lanark

Die Maßnahme zeigte auch für ihn große Erfolge: Die Produktivität in der Fabrik erhöhte sich drastisch, die Zahl der Diebstähle ging zurück, Bestrafungen innerhalb der Fabrik waren nicht mehr nötig. Die Erfolge waren auch auf das technische Geschick Owens zurückzuführen: In New Lanark wurden neue Produktionstechniken eingeführt, die die Konkurrenz noch nicht umsetzen konnte.
Die Fabrik wurde zum Musterbetrieb, den auch Fürsten und Politiker besuchten. So zählten zum Beispiel der Zar Nikolaus I. und die österreichischen Prinzen Johann und Maximilian zu den Besuchern. Allein zwischen 1815 und 1825 trugen sich 20.000 Personen in das Gästebuch ein. Auch das sächsische Königshaus ließ sich durch seine englische Gesandtschaft über Owens Konzepte informieren. Jeremy Bentham wurde Teilhaber an dem Unternehmen. Viele Ideen, die Owen in New Lanark hatte und umsetzte, sind heute in den Industrieländern selbstverständlich. Dazu zählen unter anderem: Abschaffung der Kinderarbeit, Schulbildung der Kinder, Arbeitszeitbeschränkung, effiziente Organisation der Betriebsabläufe, Motivation der Mitarbeiter, saubere Arbeitsplätze, Gewerkschaftsbildung, Genossenschaftswesen etc.
1825 verkaufte Owen die Fabrik und ging in die Vereinigten Staaten, um dort seine utopisch genossenschaftlich konzipierte Kolonie New Harmony zu gründen. Die Siedlung war ihm von Johann Georg Rapp verkauft worden. Das Experiment scheiterte schnell. Owen kehrte 1829 nach England zurück. Die mittlerweile stärker gewordenen Gewerkschaften griffen seine Ideen der Genossenschaft auf.
In England setzte Owen seine Arbeit fort, um die Armut der Bevölkerung zu bekämpfen. Er sah die Lösung in einem Handelssystem, das auf dem Produktionsfaktor Arbeit basierte – und somit für eine adäquate Entlohnung der Arbeiter sorgen sollte. Er gründete mit Anhängern im Jahr 1832 eine Warenbörse, die Waren gegen ein eigens herausgegebenes Arbeitsgeld eintauschte. Doch das System konnte nicht parallel zu dem konventionellen Geldsystem bestehen. Die Londoner Börse wurde schon 1833 wieder geschlossen, eine zweite Börse in Birmingham konnte nur wenige Monate überleben.
Sein Sohn David Dale Owen wurde Geologe, ebenso wie sein Sohn Richard Owen, der erste Präsident der Purdue University.

## Werke

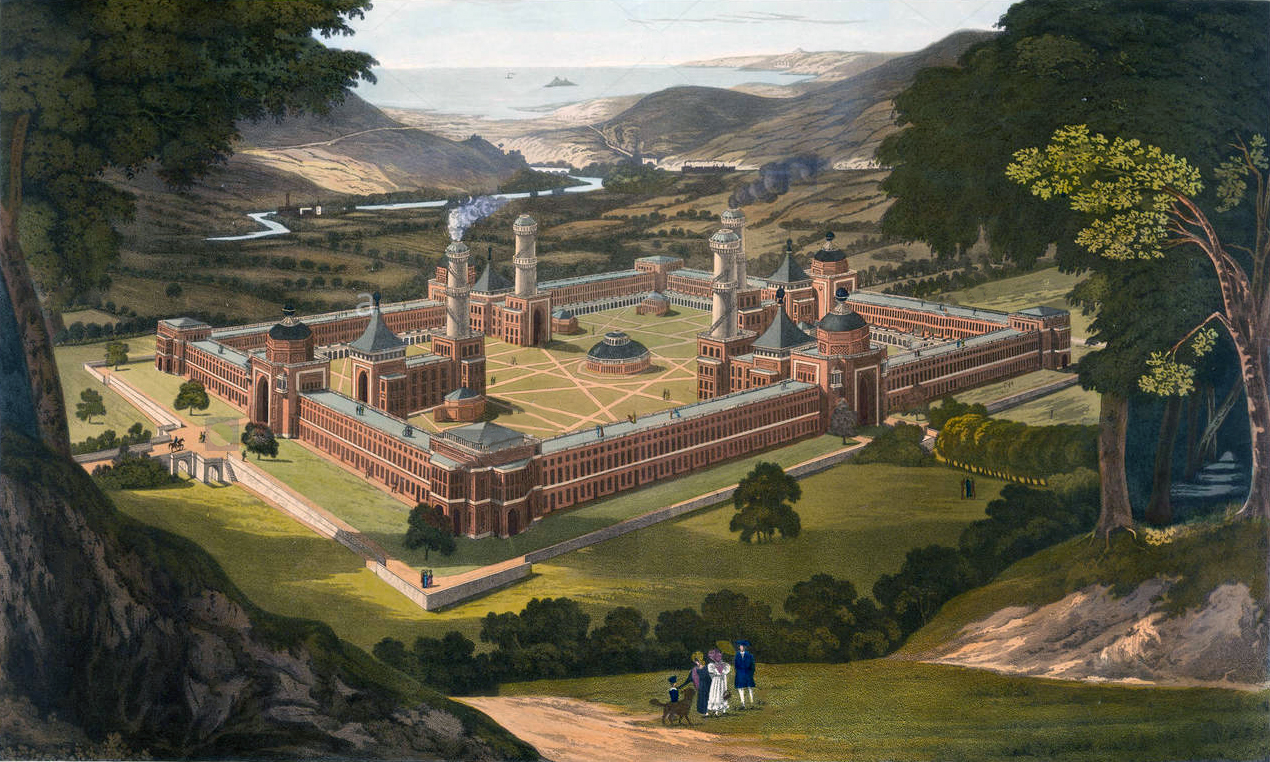
Owens Vision von New Harmony, die nie verwirklicht wurde.

- 1813 A New View Of Society. Essays on the Formation of Human Character.
- 1817 Observations on the Effect of the Manufacturing System: With Hints for the Improvement of Those Parts of which are Most Injurious to Health and Morals[5]
- 1841 Lectures on the Rational System of Society.
- 1844 The Book of the New Moral Society.
- 1849 The Revolution in the Mind and Practice of the Human Race.
- 1857 The Life of Robert Owen written by himself. The life of Robert Owen. Reprinted from the original edition 1857–1858. Publisher: G. Bell and sons, London 1920

Deutsche Ausgaben:
- Wege zum Sozialismus. Robert Owen und der Sozialismus. Ausgewählt und eingeleitet von Helena Simon. Paul Cassirer, Berlin 1919.
- Das soziale System. Herausgegeben von Liane Jauch und Marie-Luise Römer. Übersetzt von Michael Henselmann. Reclam, Leipzig 1988. ISBN 3-379-00265-8
- Eine neue Auffassung von der Gesellschaft: Ausgewählte Texte. Herausgegeben und eingeleitet von Lola Zahn. Übersetzt von Regine Thiele und Lola Zahn. Akademie-Verlag, Berlin 1989.

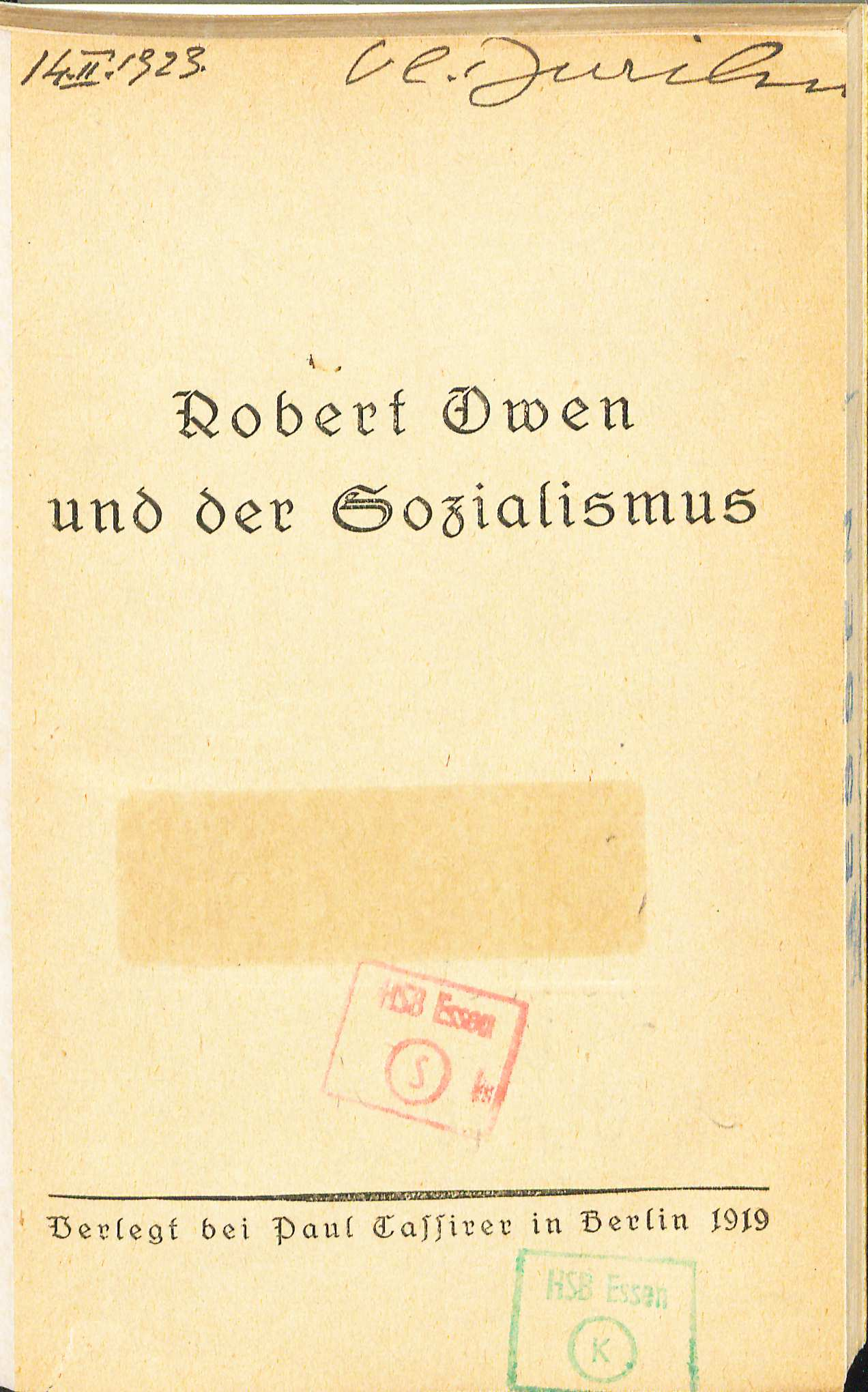
Helene Simon: Robert Owen und der Sozialismus (1919)

## Philatelie
Die Post von Großbritannien würdigte Robert Owen mit einem Postwertzeichen zu 10 Pence am 28. April 1976 (Michel-Katalog-Nr. 707).